# Alfredo Bocanegra
Alfredo Bocanegra es un futbolista mexicano. Jugó para el Club Deportivo Guadalajara de 1949 a 1954 y durante su estancia logró anotar 1 gol, el 18 de febrero de 1951 en un partido contra el Tampico.
Surgió de las fuerzas básicas del Guadalajara y en 1949 aún jugaba con el equipo de la Primera Fuerza local del club, y para agosto de ese año empieza a entrenar con el primer equipo.
Su debut profesional se da el día 18 de octubre de 1949 en un encuentro frente al San Sebastián de León, el cual sería perdido por el Guadalajara por marcador de 2 goles a 1. Volvió a tener participación el 27 de noviembre de 1949 frente al Asturias, partido que ganaría el Guadalajara 5 goles a 1.
En 1950 participó con la Selección de fútbol de México en los VI Juegos Centroamericanos y del Caribe realizados en Guatemala.
En 1954 pasa a jugar el Club León.

## Clubes
| Club        | País   | Año         |
| ----------- | ------ | ----------- |
| Guadalajara | México | 1949 - 1954 |
| León        | México | 1954 - 1957 |